# مارسلین (ایلینوی)
مارسلین (به انگلیسی: Marcelline) یک منطقهٔ مسکونی در ایالات متحده آمریکا است که در شهرستان آدامز، ایلینوی واقع شده‌است. مارسلین ۱۸۸٫۹۸ متر بالاتر از سطح دریا واقع شده‌است.